# جدایش جریان

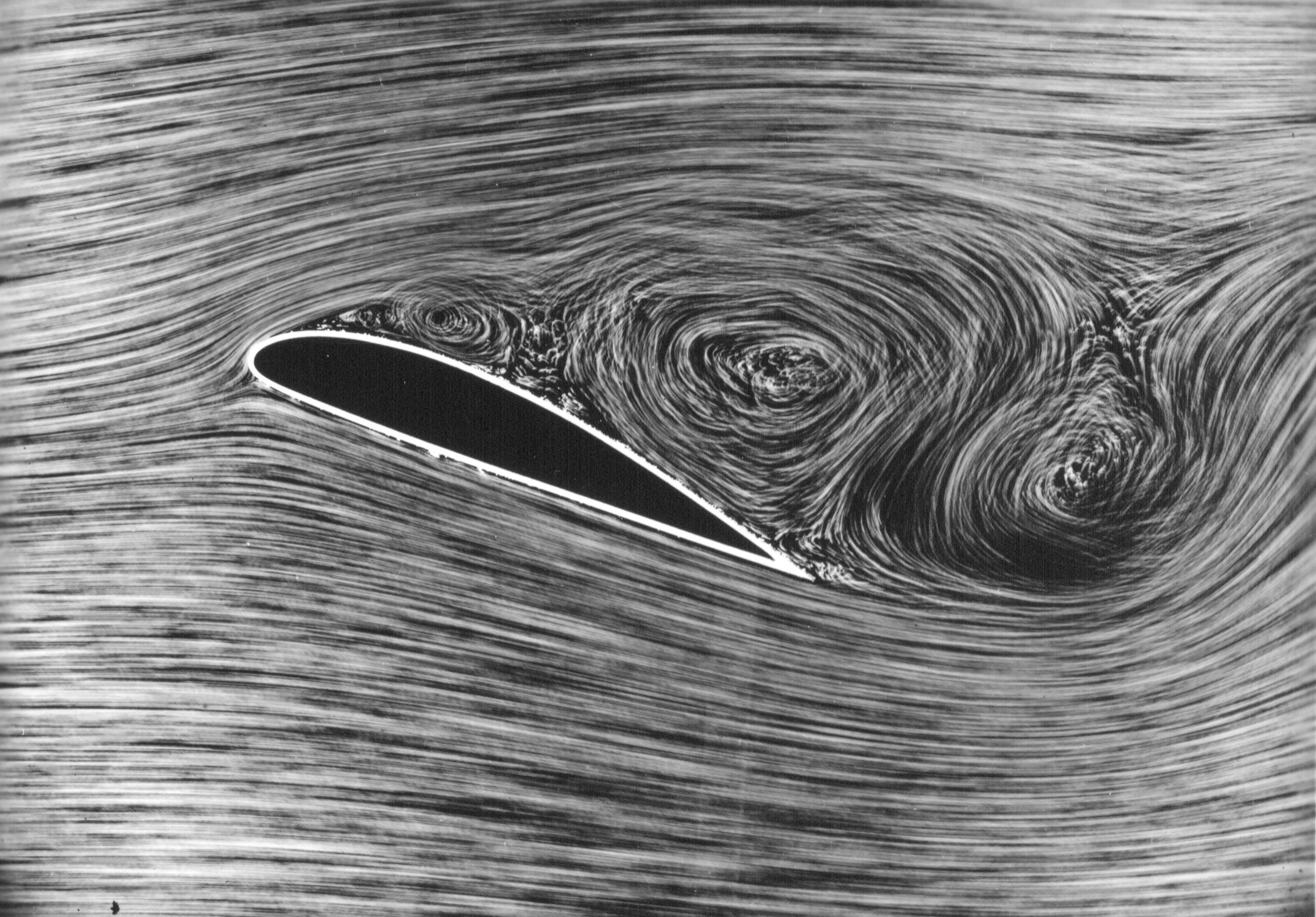
زاویه حمله جریان هوا بر یک سطح جامد

جدایش جریان (انگلیسی: Flow separation) جریان حرکت نسبی میان سیال و یک سطح جامد است که می‌تواند در خارج از سطح و یا در داخل یک مجرای محصور شکل بگیرد و باعث ایجاد لایه مرزی شود. لایه‌های مرزی می‌توانند آشفتگی و یا جریان آرام داشته‌باشند. جدایش جریان به تغییرات در شکل و اندازه لایه مرزی سرعت سیال در اطراف جسم متحرک وابسته است. شرایط آشفتگی یا جریان آرام لایه مرزی به کمک عدد رینولدز می‌تواند ارزیابی گردد.